# Nagodeprocessen

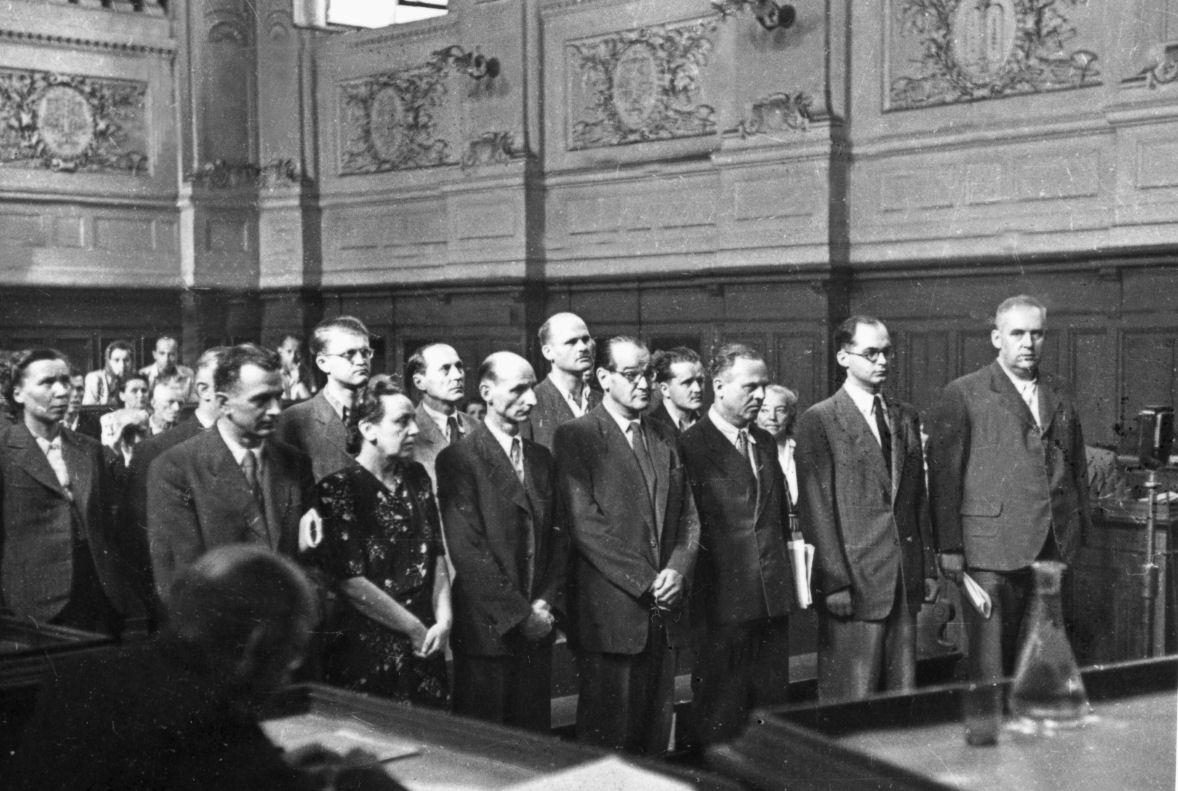
De åtalade.

Nagodeprocessen pågick 1947 i Slovenien och var en politisk process under ledning av det slovenska kommunistpartiet, KPS, mot icke kommunistiska politiker, som ville verka politiskt inom Slovenien som opposition. I maj 1947 arresterade den slovenska säkerhetspolisen UDBA 32 högutbildade intellektuella. Bland dem fanns forna medlemmar av kommunistpartiet, men de flesta var liberala demokrater som önskade parlamentarisk demokrati så som i västländerna. 
Bland de arresterade fanns Črtomir Nagode, Ljubo Sirc, Leon Kavčnik, Boris Furlan, Zoran Hribar, Angela Vode, Metod Kumelj, Pavla Hočevar, Svatopluk Zupan, Bogdan Stare, Metod Pirc, Vid Lajovic, Franjo Sirc, Elizabeta Hribar samt France Snoj, som anslöts till de åtalade mitt under processen. I två månader förhördes de och torterades de i Ljubljanas fängelser. Politbyrån för KPS centralkommitté utmålade de arresterade i medierna som ett gäng spioner, klassfiender, köpta utomlands, som inte hade något politiskt innehåll och vars arbete var att utan någon politisk grund skada folkväldet. Den 29 juli började processen mot 15 åtalade, som medborgarna kunde följa via särskilda högtalare på Ljubljanas gator. Efter 13 dagar – den 12 augusti – kom domen som löd att tre skulle avrättas genom skjutning, bland dem Črtomir Nagode, de övriga fick långa fängelsestraff med tvångsarbete och fråntagna medborgarrättigheter. Två av de åtalade tog officiellt sitt liv.
Ljubo Sirc, en av de dödsdömda i Nagodeprocessen, dömdes senare istället till fängelse. Under den tiden belönade väst Titos avståndstagande från Stalin genom massiv ekonomisk hjälp, samtidigt som man såg genom fingrarna på hans brott. Medan Sirc satt i fängelse skrev Eleanor Roosevelt, den amerikanske presidentens änka, i sin spalt "My Day" överväldigande om den humanistiska diktaturen tillhörande proletariatet, det vill säga kommunismen, som Jugoslaviens enda hopp, samt förklarade Titos framgång med att han alltid var folket trogen.
År 1955 lyckades dock Ljubo Sirc fly över de snötäckta bergen till Italien, efter att ha hållits fängslad i sju och ett halvt år. Sedan undervisade han i ekonomi i Dacca, Dundee och i Glasgow samt grundade det välrenommerade centret Centre for Research into Communist Economies i London. Han har skrivit flera böcker i ämnet ekonomi och även sin autobiografi Between Hitler and Tito (London, 1989).
En annan av de åtalade i Nagodeprocessen (1947) var Angela Vode (1892–1985), som stod åtalad för landsförräderi och dömdes till 20 års fängelse samt 5 års fråntagande av alla medborgerliga rättigheter. När hon efter 6 år kom ut ur fängelset fick hon inte längre publicera något och kunde knappt få tillgång till någon skrivmaskin - hon övervakades strängt. År 1991, i samband med att Slovenien blev självständigt, ogiltigförklarade Högsta domstolen i Republiken Slovenien domarna mot dr. Nagode och de fjorton medåtalade med förklaringen att de grundade sig på falska åtal och att det rörde sig om en orättfärdig process mot påhittade västspioner.
År 2015 publicerade slovenska myndigheter en bok om rättegången och dess följder.